# Schizophragma latipennis
Schizophragma latipennis är en stekelart som först beskrevs av Crawford 1913.  Schizophragma latipennis ingår i släktet Schizophragma och familjen dvärgsteklar. Inga underarter finns listade i Catalogue of Life.